# Hippie trail
The Hippie Trail er betegnelsen for en rute fra Europa til det fjerne østen og Sydøstasien, som mange unge rygsækrejsende fulgte over land i slutningen af 1960-er og i starten af 1970-erne. Det var især unge fra Europa og USA, som benyttede ruten, og den var meget populær blandt danskere i den periode.
Den mest benyttede del af The Hippie Trail startede i Istanbul i Tyrkiet og fortsatte derfra videre mod øst gennem Tyrkiet, Iran, Afghanistan, Pakistan og Indien. Derfra rejste mange videre op til Nepal, mens andre rejste mod syd til Goa i Indien. Enkelte fortsatte videre over land via Sydøstasien til Australien. Transportformen var typisk med de lokale bus –eller togforbindelser, som muliggjorde en meget billig transport fra Europa til Indien. Andre benyttede hitchhiking som transportform, og i løbet af 1970-erne var der flere rejsebureauer, der tilbød turen som grupperejser i egen bus. 
Bevæggrundene til at tage af sted langs The Hippie Trail var mange: Billig hash og narkotika, længslen efter eventyret, fascinationen ved nomadetilværelsen, oplevelsen af eksotiske, fremmede kulturer, ønsket om at komme væk fra den daglige trummerum, behovet for at distancere sig fra det borgerlige samfund. Og for rigtig manges vedkommende blev rejsen også en søgen efter deres egen identitet.
I løbet af 1970-erne aftog interessen for at rejse langs The Hippie Trail. Det var der flere grunde til. Tiden blev en anden med nye trends, flybilletter blev langt billigere end hidtil, og rejsen langs The Hippie Trail blev vanskeliggjort på grund af de politiske forhold i regionen. I slutningen af 1970-erne invaderede Sovjetunionen Afghanistan, og i samme periode blev Shahen af Iran afsat efter en islamisk revolution i landet. I det nye årtusind er det blevet endnu farligere at rejse gennem Afghanistan som følge af borgerkrig, Talibans magtovertagelse og efterfølgende invasion og besættelse af de allierede vestmagters besættelse af landet i kølvandet af Terrorangrebet den 11. september 2001 for at befri landet for Taliban.